# Tor Emers
Tor Emers (ur. 13 lipca 1883 w Håbols socken, region Älvsborg, zm. 12 maja 1957 w Sztokholmie) – szwedzki urzędnik kolejowy.

## Życiorys
W 1902 ukończył studia, w latach 1918–1919 wyższy kurs oficera ruchu drogowego. Od 1903 zatrudniony w szwedzkich Kolejach Państwowych. Był konduktorem pociągu (1910–1919), inspektorem pociągu (1911–1913), dyrektorem kursu i nauczycielem na kursach dydaktycznych SJ w latach 1911–1916. Od 1919 pracował jako asystent biurowy, w latach 1924–1928 i 1932–1937 - sekretarz komisji serwisowej SJ, od 1930 - pierwszy inspektor ruchu drogowego, od 1932 - główny inspektor, od 1938 - kierownik urzędu, a od 1940 był zastępcą dyrektora generalnego Kolei. 
Był także wykładowcą przepisów bezpieczeństwa w Brunnsvik i Särö (1935–1937), reporterem na Międzynarodowym Kongresie Kolejowym w Paryżu (1937), członkiem komisji wynagrodzeń Szwedzkiej Agencji Łączności (1938), członkiem zarządu AB Trafikrestauranger (od 1938), członkiem kolejowej komisji odszkodowań (1939–1940), członkiem komisji do zbadania kwestii pozycji urzędników państwowych w sporach pracowniczych (1939) i ekspertem Państwowego Zarządu Waloryzacyjnego (od 1938). Ponadto prezesem zarządu funduszu emerytalnego AB Trafikrestauranger (od 1940) i AB Dissousgas w Vänersborg (od 1941).
Uchwałą Prezydium Krajowej Rady Narodowej z dnia 17 kwietnia 1946 został odznaczony Krzyżem Komandorskim Orderu Odrodzenia Polski.